# Baryscapus silvestrii
Baryscapus silvestrii is een vliesvleugelig insect uit de familie Eulophidae. De wetenschappelijke naam is voor het eerst geldig gepubliceerd in 2007 door Viggiani & Bernardo.